# Anchylarthron caviceps
Anchylarthron caviceps är en skalbaggsart som beskrevs av Thomas Casey 1897. Anchylarthron caviceps ingår i släktet Anchylarthron och familjen kortvingar. Inga underarter finns listade i Catalogue of Life.